# مونککیوری
مونْکْکیوُری (به فنلاندی: Munkkivuori) یک منطقهٔ مسکونی در فنلاند است که در هلسینکی واقع شده‌است. مونککیوری ۱٬۱۴ کیلومتر مربع مساحت و ۴٬۹۵۸ نفر جمعیت دارد.